# Santa Maria do Herval
Santa Maria do Herval, amtlich portugiesisch Município de Santa Maria do Herval, Riograndenser Hunsrückisch Teewald, ist eine Gemeinde im südlichsten brasilianischen Bundesstaat Rio Grande do Sul. Sie hat rund 6300 Einwohner (Stand: 2018), von denen 70 % Landbevölkerung sind, und liegt etwa 75 Kilometer nördlich von Porto Alegre und 25 Kilometer südlich von Gramado in der Serra Gaúcha. Vor der Selbständigkeit als Munizip war der Ort Santa Maria do Herval Teil von Dois Irmãos, davor von São Leopoldo.
Santa Maria do Herval grenzt (beginnend im Norden im Uhrzeigersinn) an Nova Petrópolis, Gramado, Três Coroas, Igrejinha, Nova Hartz, Sapiranga, Morro Reuter und Picada Café.
Das bergige teilweise mit Urwald bewachsene Gemeindegebiet steigt auf über 600 Meter Höhe an.

## Geschichte
Die ursprünglichen indigenen Bewohner der Region, die Kaingang, wurden auch Bugres (bedeutet in etwa Ungläubige) genannt. Ab 1835 siedelten die ersten deutschen Einwanderer aus dem Hunsrück im Ortsteil Morro dos Bugres, ab 1844 in Linha Herval, dem heutigen Ortszentrum, das bei den Einheimischen Teewald heißt. Auch heute sprechen die meisten Bewohner noch das Riograndenser Hunsrückisch.
In einem Plebiszit im April 1988 hat sich die Mehrheit der Bewohner dafür entschieden, ein eigenes Munizip zu bilden. Es besteht aus den Ortsteilen Morro dos Bugres, Boa Vista do Herval, Linha Marcondes, Vila Amizade, Vila Kunst, Vila Ferraria, Vila Seger, Nova Renânia und Padre Eterno.
1991 wurden 5185, im Jahr 2000 5891 Einwohner und im Jahr 2010 6053 Einwohner gezählt, die Hervalenser (hervalenses) genannt werden.

## Wirtschaft und Tourismus
Santa Maria do Herval ist ländlich geprägt mit Kartoffelanbau, Geflügelzucht und vier Schuhfabriken.
Das wichtigste Ereignis ist das alljährlich im Mai stattfindende Kartoffelfest. Während anderer Jahreszeiten kommen Besucher wegen des 125 Meter hohen Wasserfalls Cascata do Herval (der Wanderweg führt hinter dem herabstürzenden Wasser entlang), der vielen Badestellen in den Flüsschen, der fast unberührten Mata Atlântica und wegen der Fachwerkhäuser und anderer Zeichen der deutschen Besiedlung.

## Verkehr
Die Ferienstraße Rota Romântica führt durch das Gemeindegebiet von Santa Maria do Herval, ansonsten liegt der Ort weit ab von Durchgangsstraßen. Man erreicht den Ort über die lokalen Straßen RS-373 aus Morro Reuter und RS-873 aus Gramado.